# Calumma amber
Calumma amber (лат.) — вид ящериц из семейства хамелеонов.
Вид является эндемиком Мадагаскара. Встречается на севере страны в провинции Анциранана. Обнаружен под пологом тропического леса на территории национального парка горы Амбер на высоте 900—1300 м над уровнем моря. Ареал вида занимает площадь 385 км².
Популяция вида сильно фрагментирована, но выживанию вида ничего не угрожает.